# Charles Dayan

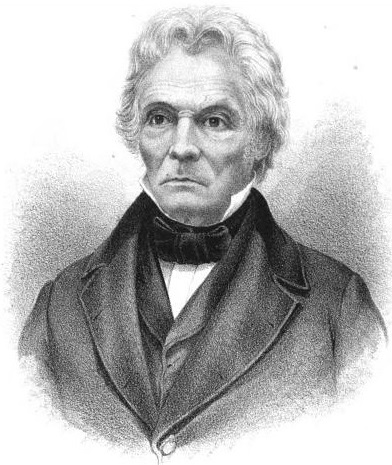
Charles Dayan

Charles Dayan (* 8. Juli 1792 in Amsterdam, New York; † 25. Dezember 1877 in Lowville, New York) war ein US-amerikanischer Jurist und Politiker.

## Werdegang
Dayan wurde, nach dem an der Lowville Academy graduierte, Lehrer. Er kämpfte im Britisch-Amerikanischen Krieg, wo er den Dienstgrad eines Lieutenant Colonel bekleidete. Anschließend studierte er Jura, bekam 1817 seine Zulassung als Anwalt und praktizierte dann in Lowville.
Er gehörte von 1827 bis 1828 dem Senat von New York an, wo er den 5. Distrikt vertrat. In dieser Zeit wählte man ihn zum President pro Tempore. In dieser Funktion fungierte er vom 17. Oktober bis zum 31. Dezember 1828 als kommissarischer Vizegouverneur (engl. Lieutenant Governor) von New York. Danach kandidierte er als Angehöriger der Demokratisch-Republikanischen Partei für den 22. US-Kongress, wo er nach erfolgreicher Wahl vom 4. März 1831 bis zum 3. März 1833 tätig war. Nach seiner Zeit im US-Repräsentantenhaus gehörte er von 1835 bis 1836 der New York State Assembly an.
Dayan war von 1840 bis 1845 als Bezirksstaatsanwalt im Lewis County tätig. Auf Grund seines schlechten Gesundheitszustandes zog er sich dann allerdings aus dem öffentlichen Leben zurück, jedoch setzte er seine Tätigkeit als Anwalt fort. Nach seinem Tod wurde er auf dem Lowville Rural Cemetery beigesetzt.